# Méricourt-en-Vimeu
Méricourt-en-Vimeu és un municipi francès situat al departament del Somme i a la regió dels Alts de França. L'any 2007 tenia 113 habitants.

## Demografia

### Població

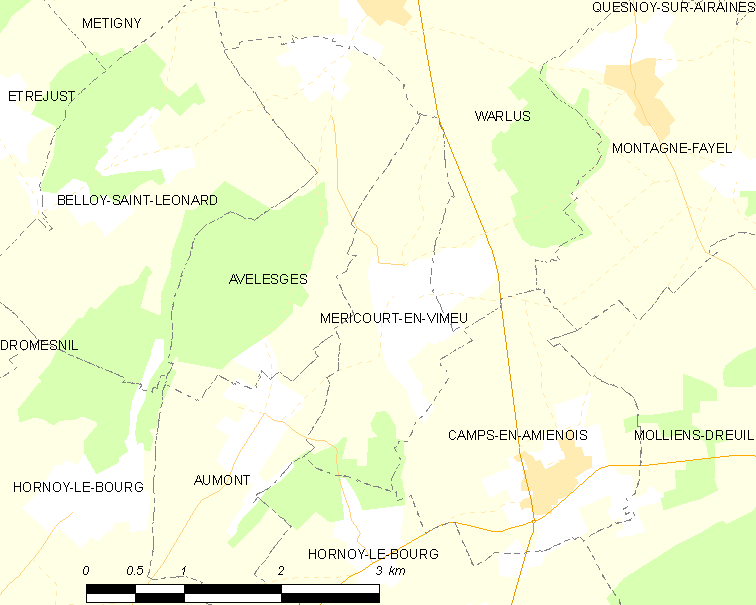
mapa del municipi

El 2007 la població de fet de Méricourt-en-Vimeu era de 113 persones. Hi havia 44 famílies de les quals 12 eren unipersonals (4 homes vivint sols i 8 dones vivint soles), 16 parelles amb fills i 16 famílies monoparentals amb fills.

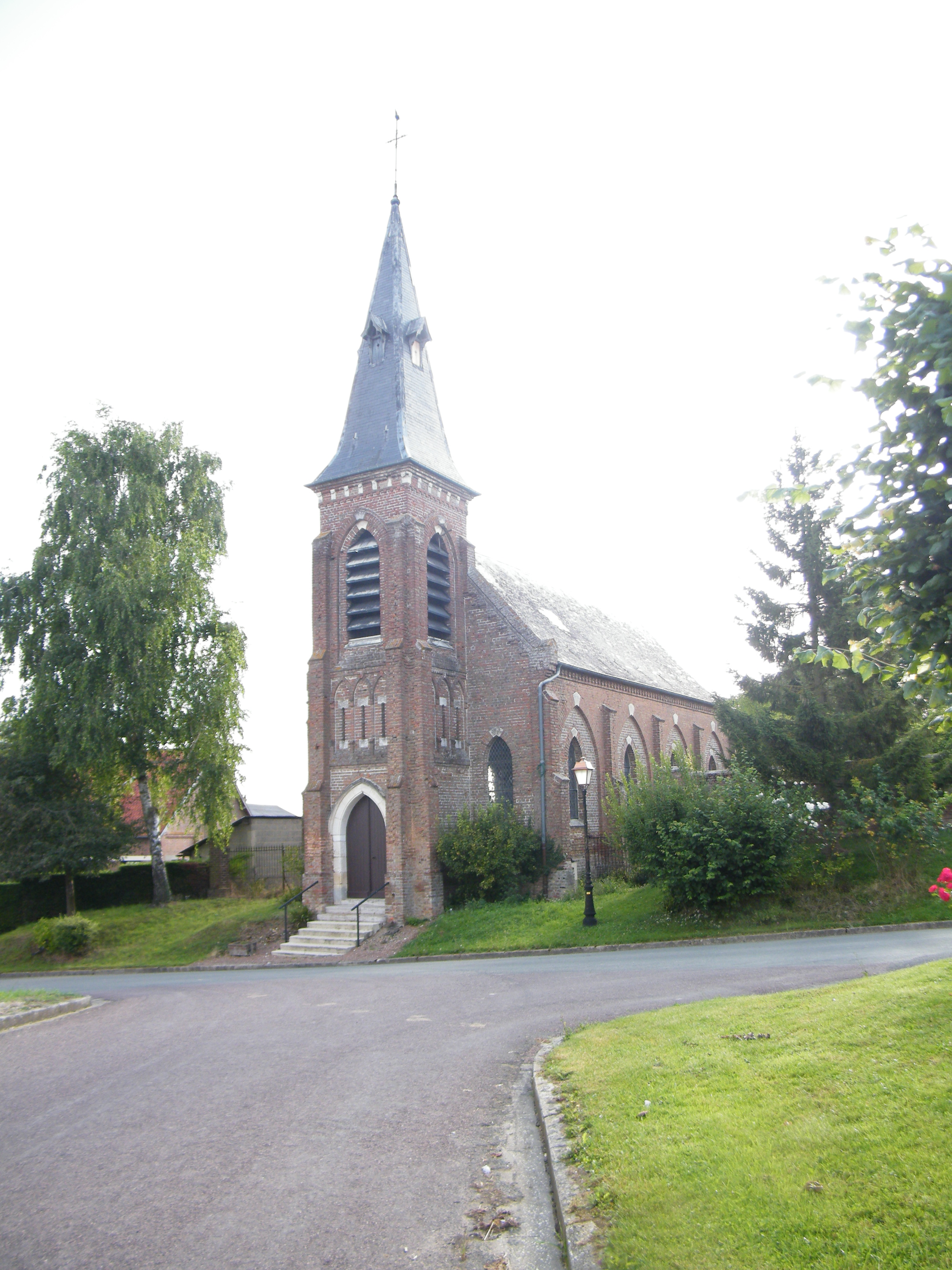

La població ha evolucionat segons el següent gràfic:
Habitants censats

### Habitatges
El 2007 hi havia 46 habitatges, 43 eren l'habitatge principal de la família i 3 eren segones residències. Tots els 45 habitatges eren cases. Dels 43 habitatges principals, 37 estaven ocupats pels seus propietaris, 5 estaven llogats i ocupats pels llogaters i 1 estava cedit a títol gratuït; 4 tenien dues cambres, 9 en tenien tres, 16 en tenien quatre i 14 en tenien cinc o més. 32 habitatges disposaven pel capbaix d'una plaça de pàrquing. A 16 habitatges hi havia un automòbil i a 22 n'hi havia dos o més.

### Piràmide de població

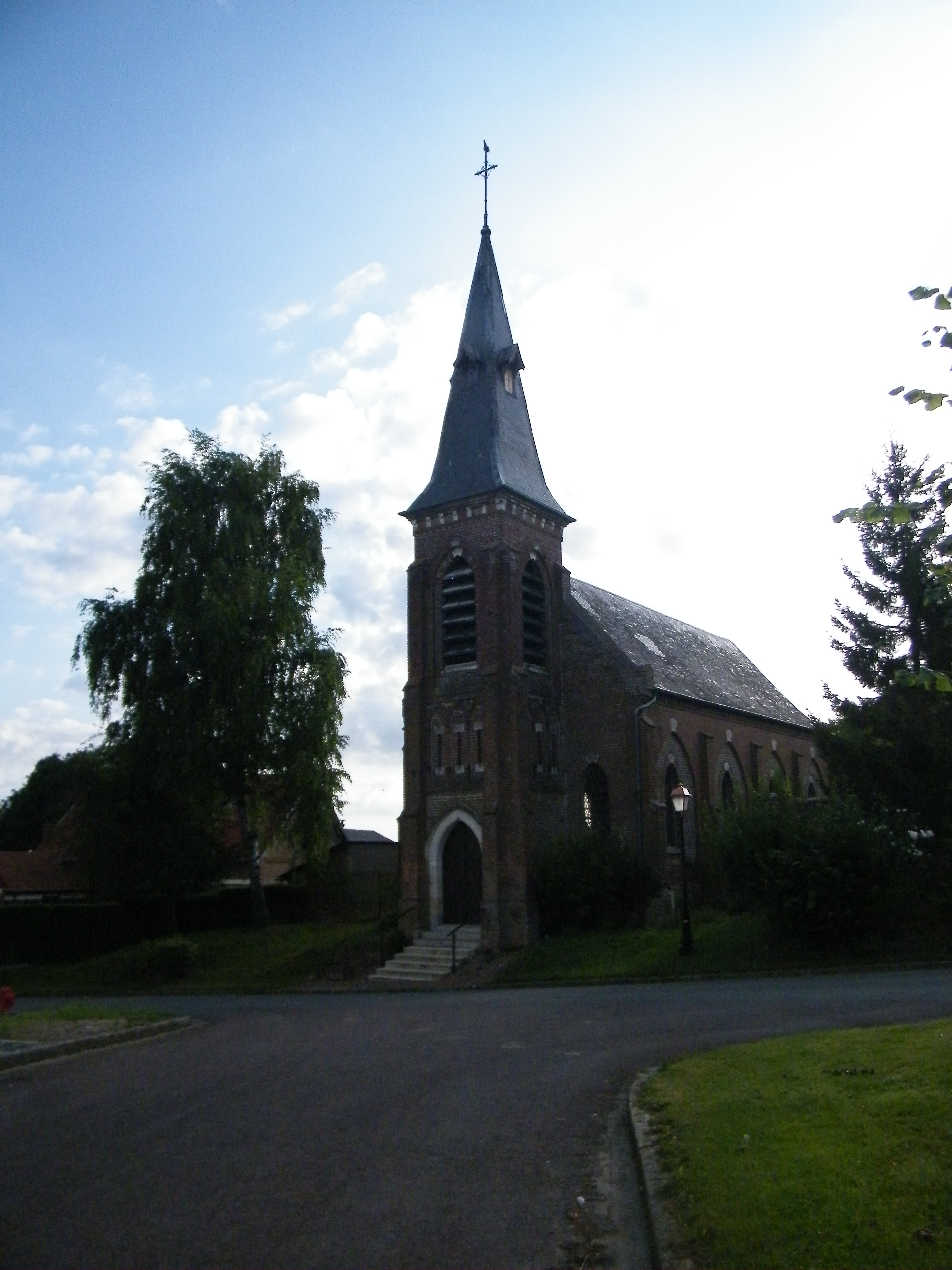

La piràmide de població per edats i sexe el 2009 era:
| Homes | Edats   | Dones |
| ----- | ------- | ----- |
| 0     | 95 o +  | 0     |
| 0     | 90 a 94 | 0     |
| 4     | 85 a 89 | 0     |
| 0     | 80 a 84 | 0     |
| 0     | 75 a 79 | 0     |
| 8     | 70 a 74 | 0     |
| 4     | 65 a 69 | 4     |
| 0     | 60 a 64 | 8     |
| 4     | 55 a 59 | 8     |
| 0     | 50 a 54 | 0     |
| 0     | 45 a 49 | 0     |
| 0     | 40 a 44 | 0     |
| 12    | 35 a 39 | 8     |
| 0     | 30 a 34 | 4     |
| 0     | 25 a 29 | 0     |
| 0     | 20 a 24 | 0     |
| 0     | 15 a 19 | 0     |
| 4     | 10 a 14 | 4     |
| 0     | 5 a 9   | 4     |
| 4     | 0 a 4   | 4     |

## Economia

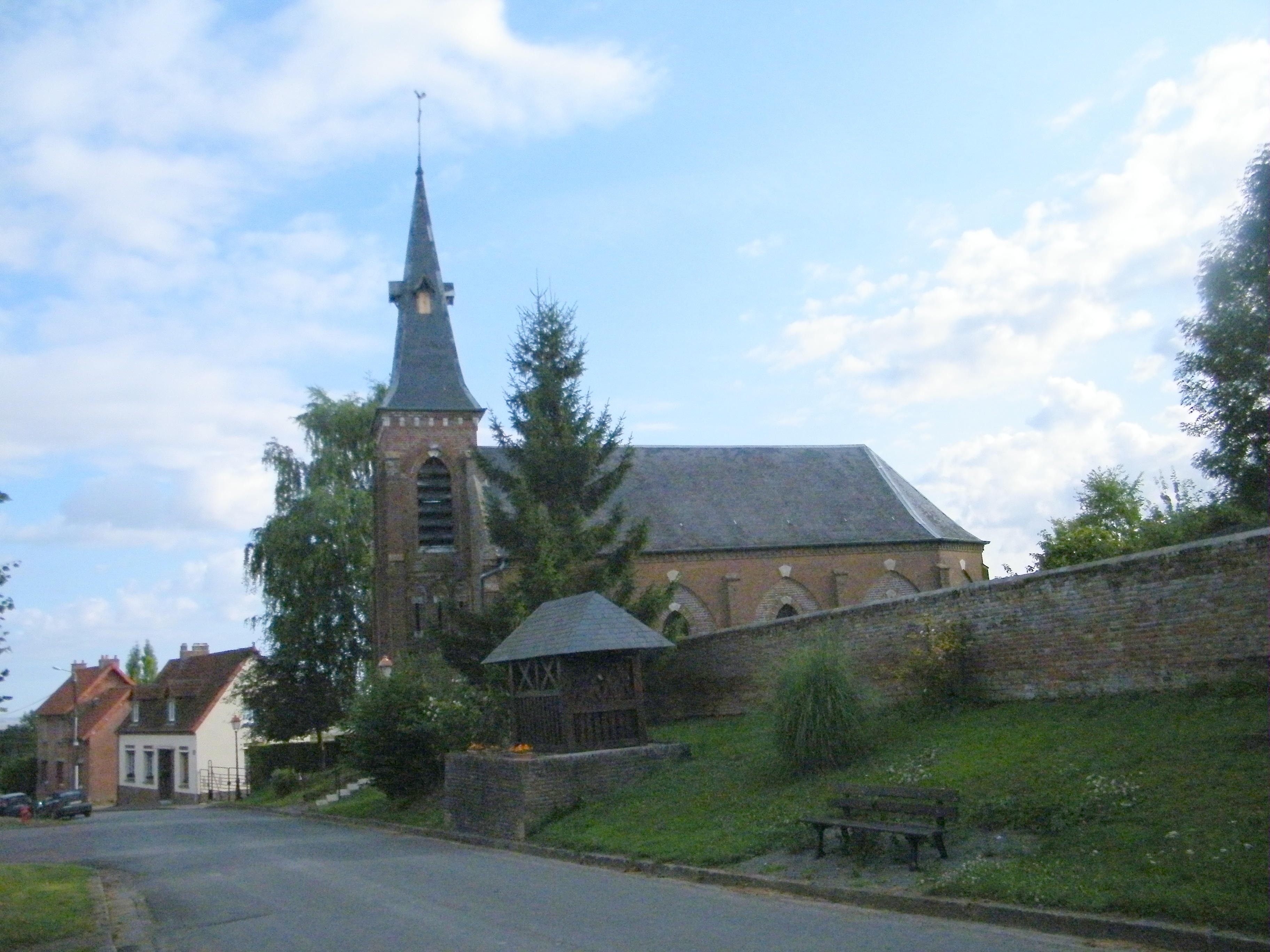

El 2007 la població en edat de treballar era de 75 persones, 57 eren actives i 18 eren inactives. De les 57 persones actives 52 estaven ocupades (28 homes i 24 dones) i 5 estaven aturades (3 homes i 2 dones). De les 18 persones inactives 6 estaven jubilades, 9 estaven estudiant i 3 estaven classificades com a «altres inactius».
Activitats econòmiques
L'únic establiment que hi havia el 2007 era d'una empresa de construcció.
L'únic servei als particulars que hi havia el 2009 era un paleta.
L'any 2000 a Méricourt-en-Vimeu hi havia 6 explotacions agrícoles.

## Poblacions més properes

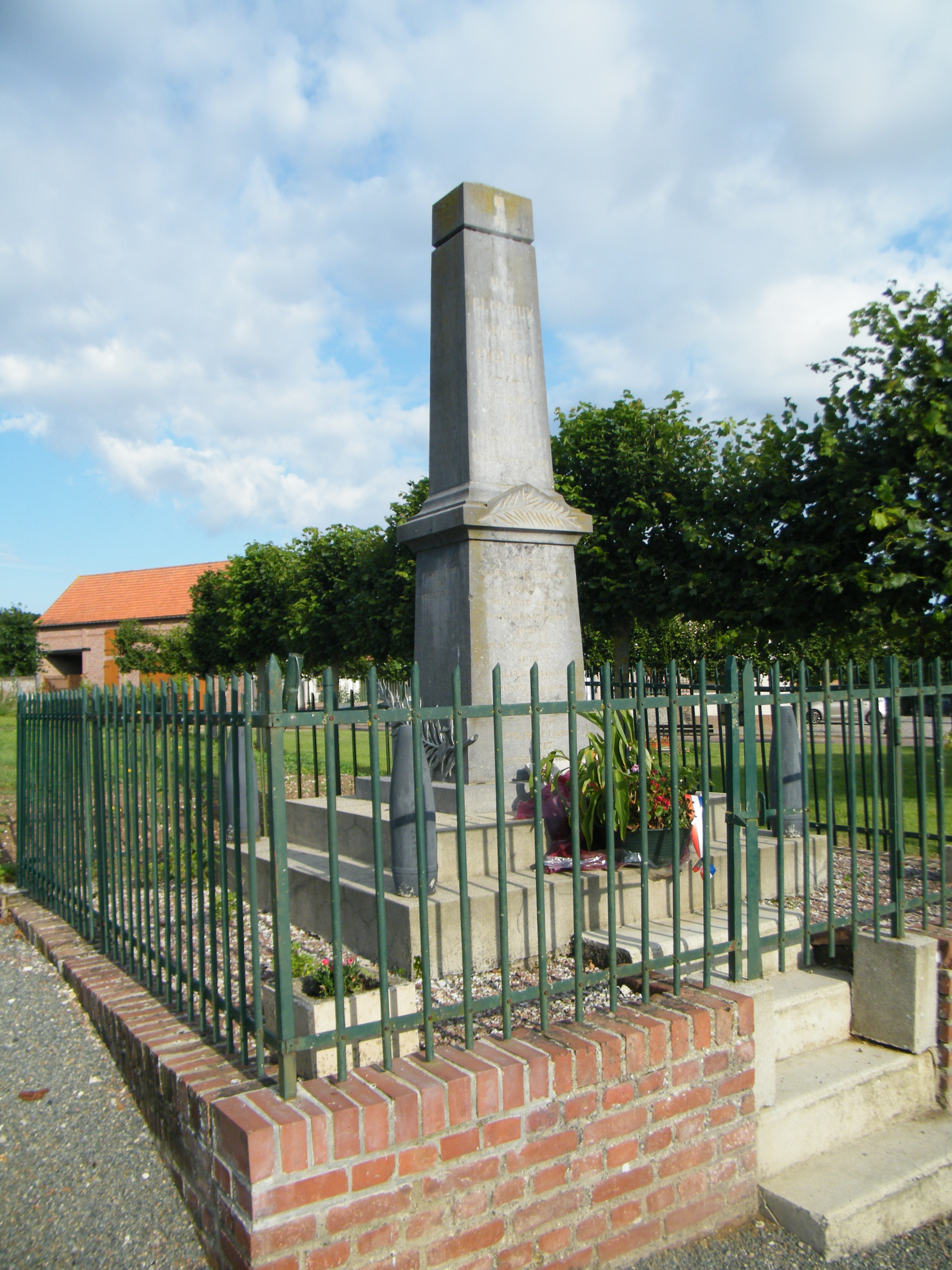

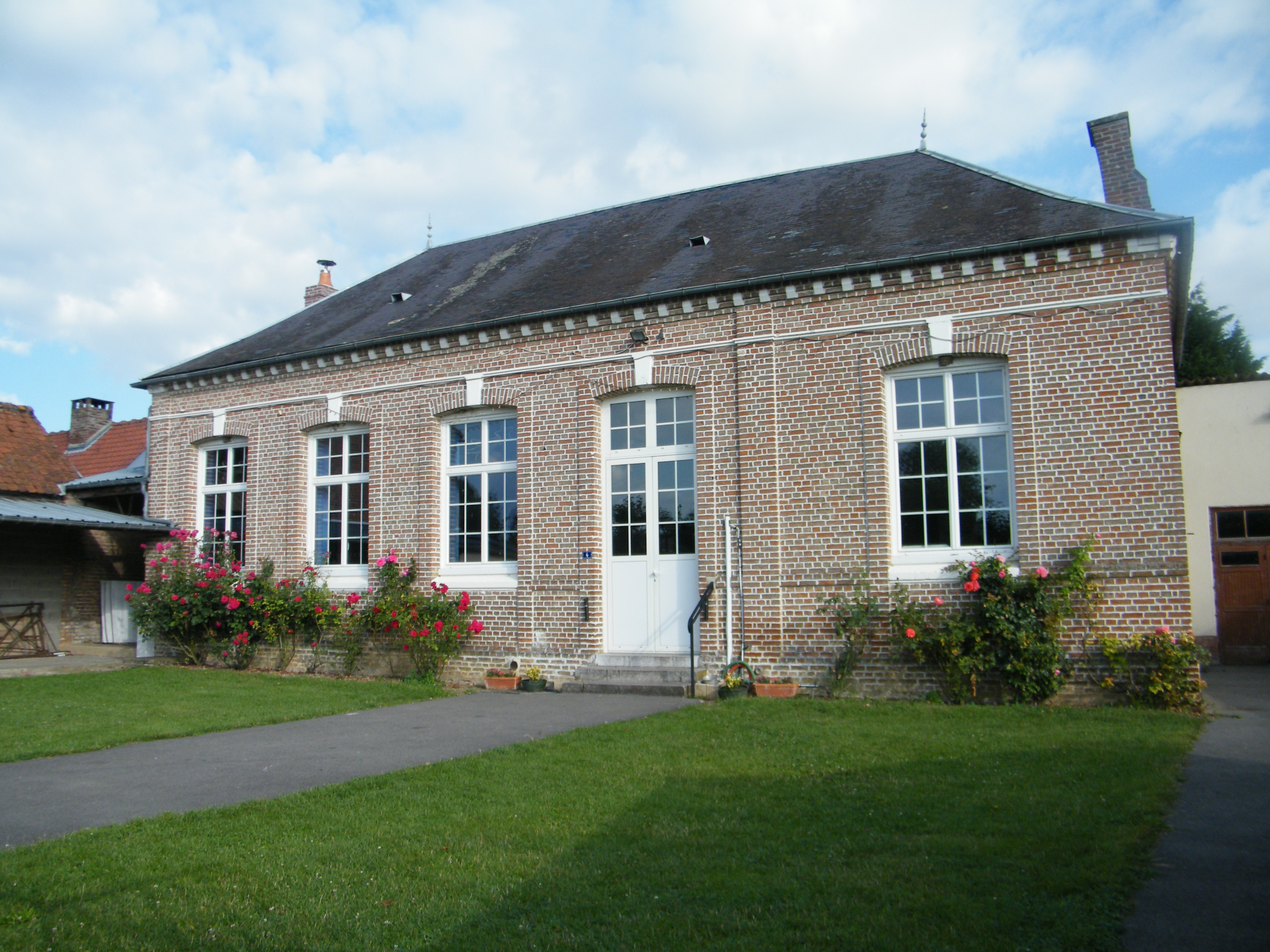

El següent diagrama mostra les poblacions més properes.